# Глинки (Трепольское поселение)
Глинки — село в Михайловском районе Рязанской области России.

## География
Село находится в непосредственной близости от сёл Заболотье и Машково.

## История
Село впервые упоминается в XVII веке.
До 1924 года деревня входила в состав Трепольской волости (Митякинской) Михайловского уезда Рязанской губернии.

## Население
| 1929 | 2007 | 2010 |
| ---- | ---- | ---- |
| 142  | ↘24  | ↘6   |